# Aquavita

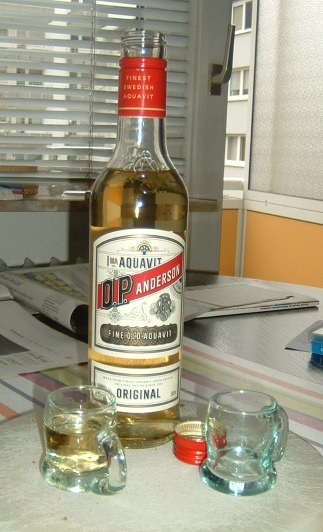
Uma garrafa de "O.P. Anderson", uma aquavita sueca

Aquavita (/ˈɑːkwəviːt,_ʔvəʔ/) é um destilado produzido principalmente na Escandinávia, onde tem sido produzido desde o século XV. A aquavita é destilada de grãos ou batatas e é aromatizado com uma variedade de ervas. Também é popular no norte da Alemanha.
A aquavita obtém seu sabor distinto de especiarias e ervas, e o sabor dominante deve (de acordo com a União Europeia) vir de um destilado de alcaravia e/ou sementes de endro. Normalmente contém 40% de álcool por volume ou 80 de prova (EUA). A UE estabeleceu um mínimo de 37,5% ABV para que a aquavita seja nomeada como tal.